# Хавиер Солана
Франсиско Хавиер Солана де Мадариага (роден на 14 юли 1942 в Мадрид) е испански политик.
От 1995 до 1999 г. заема позицията на главен секретар на НАТО. От 1999 до края на ноември 2009 г. е генерален секретар на Съвета на Европейския съюз и върховен представител на ЕС по въпросите на външните работи и политиката на сигурност. От 25 ноември 1999 г. изпълнява длъжността генерален секретар на Западноевропейския съюз. Поради своите широки компетенции в областта на външната политика и отбраната на Европейския съюз често е наричан външен министър на Съюза.

## Семейство
Хавиер Солана е роден на 14 юли 1942 г. в Мадрид. Баща му (син на педагога и автор на книги Езекел Солана Рамирез) е професорът по химия Луис Солана Сан Мартин, починал през 1962 г.. Майка му е Обдулиа Мадариага Перез, дъщеря на икономиста Рогелио де Мадариага и Кастро. Чичото Салвадор де Мадариага е известен дипломат и писател.
Хавиер Солана има по-големи брат и сестра – Луис и Изабел, както и по-малки – Игнасио и Хесус. В периода 1989 – 1990 г. Луис Солана изпълнява длъжността на генерален директор на испанската радио-телевизионна компания RTVE.

## Образование
От 1959 до 1965 г. Хавиер Солана изучава физика в Университета „Комплутенсе“ в Мадрид. През 1963 г. е изключен от университета заради участието му в опозиционно на диктатора Франсиско Франко движение. Солана се мести в Нидерландия.
След като завършва образованието си във Великобритания, живее дълго време в Съединените американски щати благодарение на спечелена Фулбрайт-стипендия. През 1968 г. получава докторска степен от Универститета във Вирджиния, където води изследователски проекти и преподава до 1971 г. Същата година се завръща в Испания и продължава академичния си път като професор по физика на твърдото тяло.
Солана е женен за Консепсион Хименес, дъщеря на генерал на Франко. От този брак имат син Диего и дъщеря Вега.

## Политическа кариера
След края на диктатурата на Франко през 1977 г. Солана е приет в Учредителното събрание на Испанската социалистическа работническа партия, в която членува от 1964 година. По-късно той става депутат. Активен е и в учителския синдикат, част от синдиката Unión General de Trabajadores.
През 1982 година Солана е министър на културата в кабинета на Фелипе Гонсалес, 6 години по-късно заема поста министър на образованието и културата. През 1992 г. става министър на външните работи. Дълго време е говорител на испанското правителство.
Член на:
- Испански клон на Римския клуб (Club of Rome)
- Тристранна комисия
- Съвет за външни отношения (най-често говорител, близък до много председатели)
- Асоциация за външна политика
- Институт „Изток Запад“ (East West Institute)

## Върховен представител за външната политика на ЕС
Мандатът на Солана в НАТО приключва през декември 1999 г. 2 месеца по-рано той напуска поста на генерален секретар, за да встъпи в новата си длъжност – на върховен представител на ЕС за общата външна политика и политика на сигурност. По същото време става и генерален секретар на Съвета на Европа, като задачата му е да осигури приемственост на Председателството на Съвета на ЕС, което работи на ротационен принцип и се сменя на всеки 6 месеца.
На 25 ноември 1999 г. е избран за генерален секретар на Западноевропейския съюз (ЗЕС).
Солана допринася за започването и координацията на Конференцията в Барселона през 1995 г., която бележи началото на Процеса от Барселона, обхващащ 27 държави членки. Договорът за европейска политика за добросъседство утвърждава и разширява Процеса от Барселона за период от 7 години: 1 януари 2007 – 31 декември 2013 г. През 2008 година той става част от Средиземноморския съюз. Изиграва водеща роля при договарянето на многобройни договори за асоцииране между ЕС и страните от Близкия изток.